# Philipp Kohlschreiber
Philipp Kohlschreiber (Augsburg, 16 oktober 1983) is een voormalig Duits tennisser. Kohlschreiber was van 2001 tot en met 22 juni 2022 actief op professioneel niveau.

## Carrière
Kohlschreiber behaalde tot nu toe vier ATP-titels in het enkelspel. Op 6 mei 2007 versloeg hij Michail Joezjny in de finale van het ATP-toernooi van München. Hij was daarmee de eerste Duitser na Michael Stich (1994) die het toernooi in München wist te winnen.
In zijn tweede toernooi van 2008 wist Kohlschreiber in de finale van het ATP-toernooi van Auckland Juan Carlos Ferrero te verslaan. Kohlschreiber zette deze lijn positief door, door op de Australian Open Andy Roddick te verslaan. Hij evenaarde zijn beste grandslamprestatie tot op dat moment, namelijk het behalen van de vierde ronde.
In 2011 won hij zijn derde titel door het toernooi van Halle op zijn naam te zetten. Een jaar later, in mei 2012, won Kohlschreiber voor de tweede keer in zijn carrière het toernooi van München. In de finale rekende hij af met Marin Čilić.
Kohlschreiber zette op Wimbledon 2012 zijn beste grandslamprestatie neer. De kwartfinale was het eindstation van Kohlschreiber, hierin verloor hij van de Fransman Jo-Wilfried Tsonga in vier sets.

## Palmares
| Legenda                       | Legenda               |
| ----------------------------- | --------------------- |
| Grand Slam                    |                       |
| Olympische Spelen             |                       |
| tot 2009                      | vanaf 2009            |
| Tennis Masters Cup            | ATP Finals            |
| ATP Masters Series            | ATP Tour Masters 1000 |
| ATP International Series Gold | ATP Tour 500          |
| ATP International Series      | ATP Tour 250          |

### Enkelspel
| Nr.                  | Datum             | Toernooi          | Ondergrond | Tegenstander in finale | Score               | Details         |
| -------------------- | ----------------- | ----------------- | ---------- | ---------------------- | ------------------- | --------------- |
| Gewonnen finales     |                   |                   |            |                        |                     |                 |
| 1.                   | 6 mei 2007        | ATP München (1)   | Gravel     | Michail Joezjny        | 2-6, 6-3, 6-4       | Details         |
| 2.                   | 12 januari 2008   | ATP Auckland      | Hardcourt  | Juan Carlos Ferrero    | 7-6, 7-5            | Details         |
| 3.                   | 12 juni 2011      | ATP Halle         | Gras       | Philipp Petzschner     | 7-6, 2-0, opgave    | Details         |
| 4.                   | 6 mei 2012        | ATP München (2)   | Gravel     | Marin Čilić            | 7-6, 6-3            | Details         |
| 5.                   | 24 mei 2014       | ATP Düsseldorf    | Gravel     | Ivo Karlović           | 6-2, 7-6(4)         | Details         |
| 6.                   | 8 augustus 2015   | ATP Kitzbühel (1) | Gravel     | Paul-Henri Mathieu     | 2-6, 6-2, 6-2       | Details         |
| 7.                   | 1 mei 2016        | ATP München (3)   | Gravel     | Dominic Thiem          | 7-6(7), 4-6, 7-6(4) | Details         |
| 8.                   | 5 augustus 2017   | ATP Kitzbühel (2) | Gravel     | João Sousa             | 6-3, 6-4            | Details         |
| Verloren finales     |                   |                   |            |                        |                     |                 |
| 1.                   | 15 juni 2008      | ATP Halle         | Gras       | Roger Federer          | 3-6, 4-6            | Details         |
| 2.                   | 27 september 2009 | ATP Metz          | Hardcourt  | Gaël Monfils           | 6-7, 6-3, 2-6       | Details         |
| 3.                   | 28 juli 2012      | ATP Kitzbühel     | Gravel     | Robin Haase            | 7-6, 3-6, 2-6       | Details         |
| 4.                   | 13 januari 2013   | ATP Auckland      | Hardcourt  | David Ferrer           | 6-7, 1-6            | Details         |
| 5.                   | 5 mei 2013        | ATP München       | Gravel     | Tommy Haas             | 3-6, 6-7            | Details         |
| 6.                   | 14 juli 2013      | ATP Stuttgart     | Gravel     | Fabio Fognini          | 7-5, 4-6, 4-6       | Details         |
| 7.                   | 3 mei 2015        | ATP München       | Gravel     | Andy Murray            | 6-7(4), 7-5, 6-7(4) | Details         |
| 8.                   | 13 juni 2016      | ATP Stuttgart     | Gras       | Dominic Thiem          | 7-6(2), 4-6, 4-6    | Details         |
| 9.                   | 16 april 2017     | ATP Marrakesh     | Gravel     | Borna Ćorić            | 7-5, 6-7(3), 5-7    | Details         |
| 10.                  | 6 mei 2018        | ATP München       | Gravel     | Alexander Zverev       | 3-6, 3-6            | Details         |
| Gewonnen challengers |                   |                   |            |                        |                     |                 |
| 1.                   | 29 september 2003 | Tumkur            | Hardcourt  | Lee Childs             | 7-5, 7-6            | 7-5, 7-6        |
| 2.                   | 19 juli 2004      | Hilversum         | Gravel     | Dennis van Scheppingen | 4-6, 6-4, 6-4       | 4-6, 6-4, 6-4   |
| 3.                   | 21 november 2005  | Réunion           | Hardcourt  | Tejmoeraz Gabasjvili   | 6-2, 6-3            | 6-2, 6-3        |
| 3.                   | 12 januari 2020   | Canberra          | Hardcourt  | Emil Ruusuvuori        | 7-6(5), 4-6 6-3     | 7-6(5), 4-6 6-3 |

### Dubbelspel
| Nr.                          | Datum            | Toernooi            | Ondergrond    | Partner          | Tegenstanders in finale         | Score            | Details |
| ---------------------------- | ---------------- | ------------------- | ------------- | ---------------- | ------------------------------- | ---------------- | ------- |
| Gewonnen finales herendubbel |                  |                     |               |                  |                                 |                  |         |
| 1.                           | 2 oktober 2005   | ATP Ho Chi Minhstad | Tapijt        | Lars Burgsmüller | Ashley Fisher Robert Lindstedt  | 5-6, 6-4, 6-2    | Details |
| 2.                           | 30 juli 2006     | ATP Kitzbühel       | Gravel        | Stefan Koubek    | Oliver Marach Cyril Suk         | 6-2, 6-3         | Details |
| 3.                           | 6 mei 2007       | ATP München         | Gravel        | Michail Joezjny  | Jan Hájek Jaroslav Levinský     | 6-1, 6-4         | Details |
| 4.                           | 4 januari 2008   | ATP Doha            | Hardcourt     | David Škoch      | Jeff Coetzee Wesley Moodie      | 6-4, 4-6, [11-9] | Details |
| 5.                           | 13 juli 2008     | ATP Stuttgart       | Gravel        | Christopher Kas  | Michael Berrer Mischa Zverev    | 6-3, 6-4         | Details |
| 6.                           | 14 juni 2009     | ATP Halle           | Gras          | Christopher Kas  | Andreas Beck Marco Chiudinelli  | 6-3, 6-4         | Details |
| 7.                           | 4 januari 2013   | ATP Doha            | Hardcourt     | Christopher Kas  | Julian Knowle Filip Polášek     | 7-5, 6-4         | Details |
| Verloren finales herendubbel |                  |                     |               |                  |                                 |                  |         |
| 1.                           | 24 februari 2008 | ATP Rotterdam       | Hardcourt     | Michail Joezjny  | Tomáš Berdych Dmitri Toersoenov | 5-7, 6-3, [7-10] | Details |
| 2.                           | 26 oktober 2008  | ATP Bazel           | Hardcourt (i) | Christopher Kas  | Mahesh Bhupathi Mark Knowles    | 3-6, 3-6         | Details |
| 3.                           | 6 januari 2012   | ATP Doha            | Hardcourt     | Christopher Kas  | Filip Polášek Lukáš Rosol       | 3-6, 4-6         | Details |

## Resultaten grote toernooien
| Legenda | Legenda                          |
| ------- | -------------------------------- |
| g.t.    | geen toernooi gehouden           |
| l.c.    | lagere categorie                 |
| –       | niet deelgenomen                 |
| G       | uitgeschakeld in de groepsfase   |
| 1R      | uitgeschakeld in de eerste ronde |
| 2R      | uitgeschakeld in de tweede ronde |
| 3R      | uitgeschakeld in de derde ronde  |
| 4R      | uitgeschakeld in de vierde ronde |
| KF      | uitgeschakeld in de kwartfinale  |
| HF      | uitgeschakeld in de halve finale |
| F       | de finale verloren               |
| W       | het toernooi gewonnen            |
| w-v     | winst/verlies-balans             |

### Enkelspel
| toernooi             | 2003 | 2004 | 2005 | 2006 | 2007 | 2008 | 2009 | 2010 | 2011 | 2012 | 2013 | 2014 | 2015 | 2016 | 2017 | 2018 | 2019 | 2020 | 2021 | 2022 |      |
| -------------------- | ---- | ---- | ---- | ---- | ---- | ---- | ---- | ---- | ---- | ---- | ---- | ---- | ---- | ---- | ---- | ---- | ---- | ---- | ---- | ---- | ---- |
| grandslamtoernooien  |      |      |      |      |      |      |      |      |      |      |      |      |      |      |      |      |      |      |      |      |      |
| Australian Open      | –    | –    | 4R   | 2R   | 2R   | 4R   | 2R   | 3R   | 2R   | 4R   | 3R   | –    | 2R   | 1R   | 3R   | 1R   | 2R   | 2R   | –    | 2R   |      |
| Roland Garros        | –    | –    | 1R   | 2R   | 2R   | 1R   | 4R   | 3R   | 1R   | 2R   | 4R   | 3R   | 2R   | 1R   | 1R   | 1R   | 2R   | 1R   | 3R   | –    |      |
| Wimbledon            | –    | –    | 1R   | 1R   | 3R   | 1R   | 3R   | 3R   | 1R   | KF   | 1R   | 2R   | 1R   | 1R   | 1R   | 3R   | 1R   | g.t. | 1R   | –    |      |
| US Open              | 1R   | 2R   | 1R   | 1R   | 3R   | 2R   | 3R   | 2R   | 1R   | 4R   | 4R   | 4R   | 3R   | 1R   | 4R   | 4R   | 1R   | 1R   | 2R   | –    |      |
| ATP Masters 1000     |      |      |      |      |      |      |      |      |      |      |      |      |      |      |      |      |      |      |      |      |      |
| Indian Wells         | –    | –    | –    | 3R   | 2R   | 3R   | 4R   | 3R   | 4R   | 2R   | 2R   | 2R   | 3R   | 3R   | 3R   | KF   | 4R   | g.t. | 1R   | 1R   |      |
| Miami                | –    | –    | 1R   | –    | –    | 2R   | 1R   | 3R   | 2R   | 3R   | 2R   | 2R   | –    | –    | 3R   | –    | –    | g.t. | –    | –    |      |
| Monte Carlo          | –    | –    | –    | –    | KF   | 3R   | 2R   | KF   | 2R   | 2R   | 3R   | 2R   | 2R   | 2R   | –    | 3R   | 2R   | g.t. | –    | –    |      |
| Madrid               | l.c. | l.c. | l.c. | l.c. | l.c. | l.c. | 3R   | 1R   | –    | 1R   | –    | 1R   | 2R   | 1R   | 1R   | 3R   | 2R   | g.t. | –    | –    |      |
| Rome                 | –    | –    | –    | –    | –    | –    | 2R   | 2R   | 2R   | 1R   | 3R   | 3R   | 2R   | 2R   | –    | 3R   | 3R   | –    | –    | –    |      |
| Montreal/Toronto     | –    | –    | –    | –    | 1R   | 1R   | 2R   | KF   | 1R   | 3R   | 1R   | 1R   | –    | –    | –    | –    | –    | g.t. | –    | –    |      |
| Cincinnati           | –    | –    | –    | –    | 2R   | KF   | 1R   | 3R   | 3R   | 1R   | 2R   | 2R   | 1R   | –    | –    | 1R   | –    | –    | –    | –    |      |
| Shanghai             | l.c. | l.c. | l.c. | l.c. | l.c. | l.c. | 1R   | 1R   | –    | 2R   | 2R   | –    | –    | 1R   | –    | –    | –    | g.t. | g.t. | g.t. |      |
| Parijs               | –    | –    | –    | –    | –    | 3R   | 1R   | 1R   | 2R   | 1R   | 3R   | 2R   | –    | 1R   | –    | 2R   | –    | –    | –    | –    |      |
| olympisch            |      |      |      |      |      |      |      |      |      |      |      |      |      |      |      |      |      |      |      |      |      |
| Olympische Spelen    | g.t. | –    | g.t. | g.t. | g.t. | –    | g.t. | g.t. | g.t. | –    | g.t. | g.t. | g.t. | 2R   | g.t. | g.t. | g.t. | g.t. | 1R   | g.t. | g.t. |
| statistieken         |      |      |      |      |      |      |      |      |      |      |      |      |      |      |      |      |      |      |      |      |      |
| totaal aantal titels | 0    | 0    | 0    | 0    | 1    | 1    | 0    | 0    | 1    | 1    | 0    | 1    | 1    | 1    | 1    | 0    | 0    | 0    | 0    | 0    |      |
| eindejaarsranking    | 209  | 92   | 93   | 60   | 32   | 28   | 27   | 34   | 43   | 20   | 22   | 24   | 34   | 32   | 29   | 34   | 79   | 98   | 114  | 416  |      |

### Dubbelspel
| toernooi             | 2005 | 2006 | 2007 | 2008 | 2009 | 2010 | 2011 | 2012 | 2013 | 2014 | 2015 | 2016 | 2017 | 2018 | 2019 | 2020 | 2021 | 2022 |
| -------------------- | ---- | ---- | ---- | ---- | ---- | ---- | ---- | ---- | ---- | ---- | ---- | ---- | ---- | ---- | ---- | ---- | ---- | ---- |
| grandslamtoernooien  |      |      |      |      |      |      |      |      |      |      |      |      |      |      |      |      |      |      |
| Australian Open      | 1R   | 1R   | 1R   | –    | –    | –    | –    | 1R   | –    | –    | –    | –    | –    | –    | –    | –    | –    | –    |
| Roland Garros        | –    | –    | 1R   | –    | –    | –    | –    | –    | –    | –    | –    | –    | –    | –    | –    | –    | –    | –    |
| Wimbledon            | –    | 1R   | –    | –    | –    | –    | –    | –    | –    | –    | –    | –    | –    | –    | –    | g.t. | –    | –    |
| US Open              | 1R   | 1R   | 1R   | –    | –    | –    | 1R   | –    | –    | –    | –    | –    | –    | –    | –    | –    | –    | –    |
| ATP Masters 1000     |      |      |      |      |      |      |      |      |      |      |      |      |      |      |      |      |      |      |
| Indian Wells         | –    | –    | –    | 1R   | –    | 2R   | 1R   | 1R   | –    | 1R   | –    | KF   | 1R   | 1R   | –    | g.t. | –    | –    |
| Miami                | –    | –    | –    | –    | 1R   | 1R   | 1R   | –    | 1R   | –    | –    | –    | –    | –    | –    | g.t. | –    | –    |
| Monte Carlo          | –    | –    | –    | KF   | –    | 1R   | –    | –    | 2R   | –    | 2R   | 1R   | –    | –    | 1R   | g.t. | –    | –    |
| Madrid               | l.c. | l.c. | l.c. | l.c. | –    | –    | –    | –    | –    | –    | –    | –    | 1R   | –    | –    | g.t. | –    | –    |
| Rome                 | –    | –    | –    | –    | –    | –    | –    | –    | –    | –    | –    | KF   | –    | –    | –    | –    | –    | –    |
| Montreal/Toronto     | –    | –    | –    | –    | 1R   | KF   | –    | 1R   | 2R   | –    | –    | –    | –    | –    | –    | g.t. | –    | –    |
| Cincinnati           | –    | –    | –    | –    | 2R   | 1R   | –    | 1R   | 1R   | 1R   | –    | –    | –    | HF   | –    | –    | –    | –    |
| Shanghai             | l.c. | l.c. | l.c. | l.c. | 1R   | 1R   | –    | –    | 1R   | –    | –    | –    | –    | –    | –    | g.t. | g.t. | g.t. |
| Parijs               | –    | –    | –    | –    | KF   | 1R   | –    | 1R   | –    | –    | –    | 2R   | –    | –    | –    | –    | –    | –    |
| statistieken         |      |      |      |      |      |      |      |      |      |      |      |      |      |      |      |      |      |      |
| totaal aantal titels | 1    | 1    | 1    | 2    | 1    | 0    | 0    | 0    | 1    | 0    | 0    | 0    | 0    | 0    | 0    | 0    | 0    | 0    |
| eindejaarsranking    | 124  | 148  | 139  | 53   | 74   | 197  | 164  | 328  | 138  | 288  | 563  | 167  | 555  | 176  | 288  | —    | —    | —    |